# The true lives of the Fabulous Killjoys: California
The true lives of the Fabulous Killjoys: California (también conocida simplemente como Killjoys) es una historieta escrita por Gerard Way y Shaun Simon, ilustrada por Becky Cloonan y publicada por la editorial estadounidense Dark Horse Comics en 2013. Es una miniserie de seis capítulos, publicados entre junio y diciembre de aquel año; también se editó en formato de álbum. En la carrera de Way como escritor de historietas, esta es la obra sucesora de The Umbrella Academy.
El cómic continúa la historia descrita en los videoclips del álbum Danger days: the true lives of the Fabulous Killjoys de la banda estadounidense de rock My Chemical Romance, y desarrolla la trama del tercer videoclip que la banda programó pero nunca realizó. Tiene como protagonista a la pequeña niña de los videos, llamada simplemente Girl, ahora una adolescente.

## Orígenes de la trama

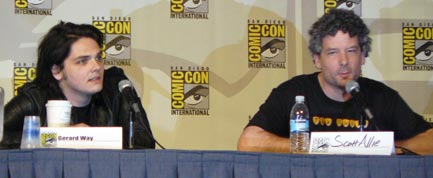
Gerard Way y el editor Scott Allie en la Comic Con de San Diego de 2009, cuando anunciaron Killjoys.

En el año 2009, Way reveló que la historia se desarrollaría en torno a un hombre que quiere recuperar sus discos de los Ramones y que, siendo una historia para adultos, habría «muchos más temas adultos y controversiales, como crímenes por odio y homofobia». Sin embargo, la trama ha cambiado bastante desde entonces, y en diciembre de 2012 Shaun Simon comentó lo siguiente: «La manera en que comienza [el cómic] Killjoys es muy diferente de cómo comenzaba en un principio. [...] MCR hicieron los videoclips y el trabajo de diseño [del álbum Danger days: the true lives of the Fabulous Killjoys], y eso terminó influyendo al cómic. Estamos manteniendo los mismos temas y muchos de los personajes. Todas las sensaciones y la atmósfera están ahí, solo que es una historia diferente ahora. Nuestro cómic original influyó al álbum, y ahora el álbum está influyendo al cómic».

## Trama
La historia se compone de tres historias paralelas de personajes que viven situaciones muy diferentes. Uno de los personajes está en el desierto, otro, vive en una parte de la ciudad que —de acuerdo a Simon— es «realmente mala», y hay otro personaje que trabaja para una corporación llamada Better Living Industries.
El cómic continúa la historia descrita en los videoclips de Danger days, y se desarrolla doce años después de la muerte de los Killjoys a manos de Korse y sus secuaces. La protagonista es la pequeña niña, llamada simplemente Girl, ahora una adolescente, e incluye a personajes como los Ultra-V, un grupo de jóvenes seguidores de los Killjoys, y dos prostitutas androides llamadas Red y Blue, y a antagonistas como los draculoids y los scarecrows, que han sido comparados con los agentes de la Interpol. La historieta recoge la trama del tercer videoclip que la banda programó pero nunca realizó, y sus dibujos, que están a cargo de la historietista Becky Cloonan, están influidos por el ambiente punk que había en la ciudad de Nueva York a fines de los años noventa.

## Publicación
En 2012 se anunció que un adelanto del cómic sería presentado en mayo de 2013, en el evento Dark Horse Comics Free Comic Book Day Special, mientras que su primera edición fue publicada en junio de 2013.
El 7 de mayo de 2014 se publicó la edición limitada de tapa dura, que incluye:
- los seis capítulos de la serie;
- el cómic llamado Dead satellites, que se publicó como prólogo con ocasión del Free Comic Book Day 2013;
- sketchbooks con dibujos de Becky Cloonan, Gabriel Bá, Paul Pope, Gerard Way, Fábio Moon, Rafael Grampá y Brian Ewing.

Está limitada a 2500 copias y tiene un precio de 80 dólares estadounidenses.

## Capítulos
Entre junio y diciembre de 2013 se publicaron los seis capítulos:
| # | Capítulo                            |
| - | ----------------------------------- |
| 1 | Whatever gets you through the night |
| 2 | Ghost stations                      |
| 3 | Blind o Teenage lightning           |
| 4 | Run!                                |
| 5 | Waking the Destroya                 |
| 6 | Boom!                               |